# Toxorhina (Toxorhina) dendroidea
Toxorhina (Toxorhina) dendroidea is een tweevleugelige uit de familie steltmuggen (Limoniidae). De soort komt voor in het Oriëntaals gebied.